# 橙劑

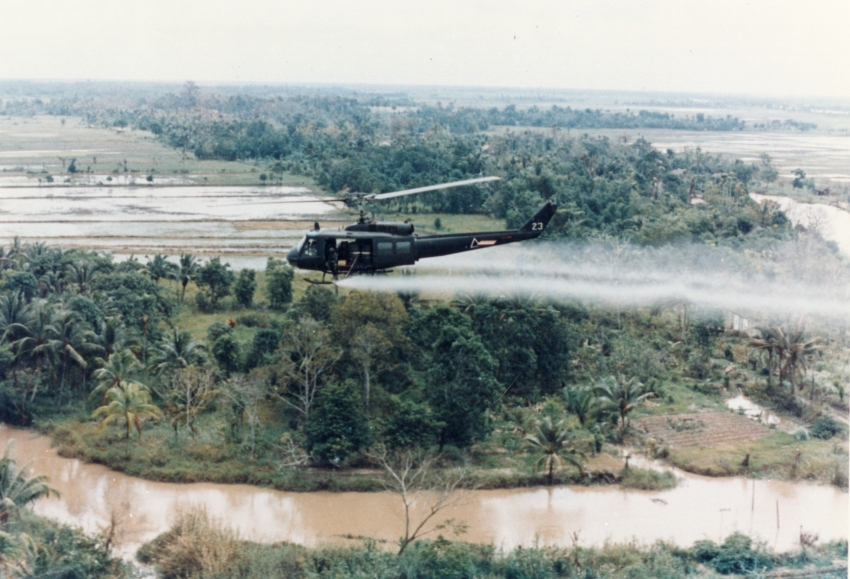
美軍休伊直升機在越南農地噴灑橘劑

橘劑（英語：Agent Orange），或譯橙劑，是除草劑和落葉劑化學品，也是“戰術用途”的彩虹除草劑之一。它被廣為人知是因為1961年至1971年的越南戰爭期間，被美軍當作除草作戰計劃「牧場助手行動」的一部分。
美軍噴灑的橙劑，是由兩種除草劑2,4-D和2,4,5-T等比例混合而成，由孟山都和陶氏化學公司製造。越戰期間美軍還噴灑了其他除草劑，包括白劑、藍劑、粉劑、綠劑和紫劑，都是以運送圓桶外部的顏色條紋來命名。使用除草劑的目的是除去敵人藏身的叢林樹葉，噴灑範圍主要包括南越南和寮國部份地區，飛機從空中噴灑除草劑，接觸到除草劑的植物會在兩天內死亡。直到1969年才發現橙劑和其他除草劑含有戴奧辛中毒性最強的TCDD。哥倫比亞大學衛生政策與管理榮譽教授珍妮·斯特爾曼（Jeanne Stellman）在2003年發表一份分析結果，明確指出1971年牧場助手行動結束時，至少已噴灑了9,092萬公升的除草劑，估計當時有210萬~480萬名村民暴露其中。

## 名稱與成份

2,3,7,8-TCDD，四氯雙苯環戴奧辛

2,4-D, 2,4-二氯苯氧乙酸

2,4,5-T, 2,4,5-三氯苯氧乙酸

橙劑為了方便運送，將其封裝在中間帶有橙色條紋的55美制加侖（210公升）墨綠色圓鐵桶中，也因此而得名。
其主要成份是以比率1比1混合的兩種化學物質，其中一種為2,4,5-三氯苯氧乙酸（2,4,5-T）、另一種為2,4-二氯苯氧乙酸（2,4-D）。而於生產過程中，一些化學反應的污染物，形成更加致癌的雜質戴奧辛——四氯雙苯環戴奧辛（2,3,7,8-Tetrachlorodibenzodioxin, TCDD）。四氯雙苯環戴奧辛属于第一類致癌物質。一些化學反應的污染物。
橙劑主要製造商包括陶氏化工、孟山都、鑽石三葉草等。

## 後遺症
战争结束之后，越南出生的许多畸形婴儿以及出现的许多怪病就是与此有关。噴洒過橙劑的地區的兒童都有多種健康問題，包括腭裂、智力不足、疝氣和多指症。
在1970年代，在越南南部婦女的母乳中，以及曾在越南服役的美國軍事人員血液中，發現有高濃度的戴奧辛。
有研究表明，曾經在越南服役過的美國退伍軍人，患癌症、神經、消化、皮膚和呼吸系統疾病的比率增加。在越南的退伍軍人有咽喉癌、急/慢性白血病、何傑金氏淋巴瘤和非何傑金氏淋巴瘤、前列腺癌、肺癌、結腸癌、軟組織肉瘤和肝癌的比率較高。除了肝癌，這些都是美國退伍軍人事務部已確定可能與暴露於橙劑、戴奧辛相關聯，這些條件符合賠償和治療标准。其中以飛機和直升機的人員、陸軍防化部隊的成員、美國陸軍特種部隊落葉遙控營地成員、清除基地周邊美國海軍河流作战人员可能遭受到最嚴重的污染。

## 法律及議會的後續行動

### 美國越戰退伍軍人對製造商的集體訴訟
自1978年以來針對生產橙劑的公司已經提起多起訴訟，其中包括陶氏化工、孟山都及鑽石三葉草。1980年邁耶森律師事務所的海·邁耶森，與環保律師維克托·亞納科內合作，最早對橙劑製造商提出集體訴訟。邁耶森對第一個診治受影響病患與對越戰退伍軍人有這麼大的興趣的平民醫生羅納德·A·寇達里歐印象深刻。他轉交了一千多頁橙劑和戴奧辛對動物和人類影響的資料給寇達里歐醫生的辦公室。這些被告化學公司試圖通過一切方式，歸咎於美國政府，以逃避罪責。
1980年在賓夕法尼亞州，中士查爾斯·哈茨是邁耶森律師事務所的主要客戶，成為在越南接觸有毒戴奧辛落葉劑而受傷的美國軍人所提出的第一個美國橙劑集體訴訟案。律師邁耶森合作寫了簡短的橙劑產品集體責任訴訟狀，有史以來規模最大的受理。哈茨的證詞是美國有史以來第一次，也是橙劑相關審訊的第一次，以保存審判中的證詞為目的，因為哈茨得了脑瘤而不會活著看到判決，那是他在越南擔任老虎部隊、特種部隊及遠程偵察巡邏隊員時開始發生的。律師事務所還提供了至關重要的研究，包括十多年來在毒理學期刊上的大約100篇有關文章，以及關於在哪裡噴灑落葉劑、戴奧辛已經對動物和人類影響程度的數據，和每一個落葉劑生產工廠的事故，或是戴奧辛為一些化學反應污染物的訊息。
所有涉及的化學公司均否認，有關橙劑和退伍軍人醫療問題之間的關係。然而在1984年5月7日，七間化學公司在陪審團開始前幾個小時，在庭外就集體訴訟達成和解。如果退伍軍人撤銷了對他們的所有索賠，這些公司同意支付1.8億美元作為補償。總和略高於被下令由孟山都單獨支付金額的45％。許多橙劑暴露受害的退伍軍人感到憤怒，因為案件已經和解而沒有進入法庭，他們覺得自己被律師出賣了。“公平聽證會”在美國五個主要城市舉行，退伍軍人及其家屬討論了他們對庭外和解的反應，並譴責了律師和法院的訴訟，要求在同行陪審團面前審理此案。聯邦法官傑克·B·溫斯坦拒絕了上訴，聲稱和解是“公正且恰當的”。到了1989年，當決定如何支付和解費用時，退伍軍人的恐懼得到了證實。一個完全殘疾的越戰退伍軍人，將在10年期間中得到最高1.2萬美元的賠償。此外，如果接受了和解條款，殘疾退伍軍人就沒有資格再獲得許多國家津貼，其價值卻遠超過和解金，例如食物券、社會福利以及政府養老金。一位因接觸橙劑而死亡的越戰退伍軍人，其遺孀可獲得3,700美元。
2004年，孟山都發言人吉爾·蒙哥馬利說，孟山都不對所有因橙劑而造成的傷亡負法律責任。他說：「我們同情那些自認受到傷害的人，並理解他們對尋找原因的關切，但可靠的科學證據表明，橙劑並不是造成嚴重長期健康影響的原因。」

### 美國國會
1991年，美國國會頒布了《橙劑法》，授權退伍軍人事務部宣布：這些曾在越南暴露於橙劑/戴奧辛的退伍軍人在一定的條件下「推定」符合資格者，可接受治療和賠償。同樣的法律要求國家科學院必須定期審查曾在越南使用的戴奧辛和除草劑科學研究成果，以告知退伍軍人事務部長暴露在橙劑/戴奧辛和特定疾病之間關連性的科學證據強度。根據1991年《橙劑法》的日落條款，美國國家科學院對任何新疾病的審查和添加到退伍軍人事務部的推定清單之權限將於2015年到期。通過這一程序，自1991年以來，該「推定」疾病清單不斷增長，目前美國退伍軍人事務部已列出前列腺癌、呼吸道癌、多發性骨髓瘤、2型糖尿病、霍奇金病、非霍奇金淋巴瘤、軟組織肉瘤、氯痤瘡、遲發性皮膚卟啉病、周邊神經病變、慢性淋巴細胞性白血病，和接觸橙劑退伍軍人的子女脊柱裂，作為與除草劑接觸的相關疾病。現在，該清單還包括B細胞白血病，例如前體B細胞淋巴細胞白血病、帕金森氏病及冠狀動脈性心臟病，這最後三項已於2010年8月31日添加。有幾位政府高層人士表達了對清單上某些疾病是否應該列入的關切。
2011年，始於1982年長達20年的《空軍健康研究》的一份評估表明，該項研究的結果與橙劑有關，但並未提供「牧場助手行動」退伍軍人的疾病由“他們過度暴露於橙劑”所致的證據。
退伍軍人事務部最初拒絕了後越戰C-123空勤退伍軍人的申請，因為在越南沒有“踩踏地面”服務的退伍軍人不符合於該部對“暴露”一詞的解釋。2015年6月，退伍軍人事務部長發布了臨時最終規則，為後越戰C-123的機組人員、維修人員和航空醫療後送人員提供推定服務聯繫。該部現為確認的橙劑病人名單提供醫療護理和傷殘賠償。
1976年12月10日联合国大会通过，禁止为军事或任何其他敌对目的使用改变环境的技术的公约《禁用改变环境技术公约》，該公約禁止「任何技術用於改變地球的生物群體」的組成或結構，嚴格限制落葉劑的大量使用。
美國國家毒物計畫（NTP, National Toxicology Program）已經將四氯雙苯環戴奧辛分類為“已知人類致癌物”，經常與軟組織肉瘤、非霍奇金淋巴瘤、霍奇金淋巴瘤和慢性淋巴細胞白血病等相關。

## 圖片

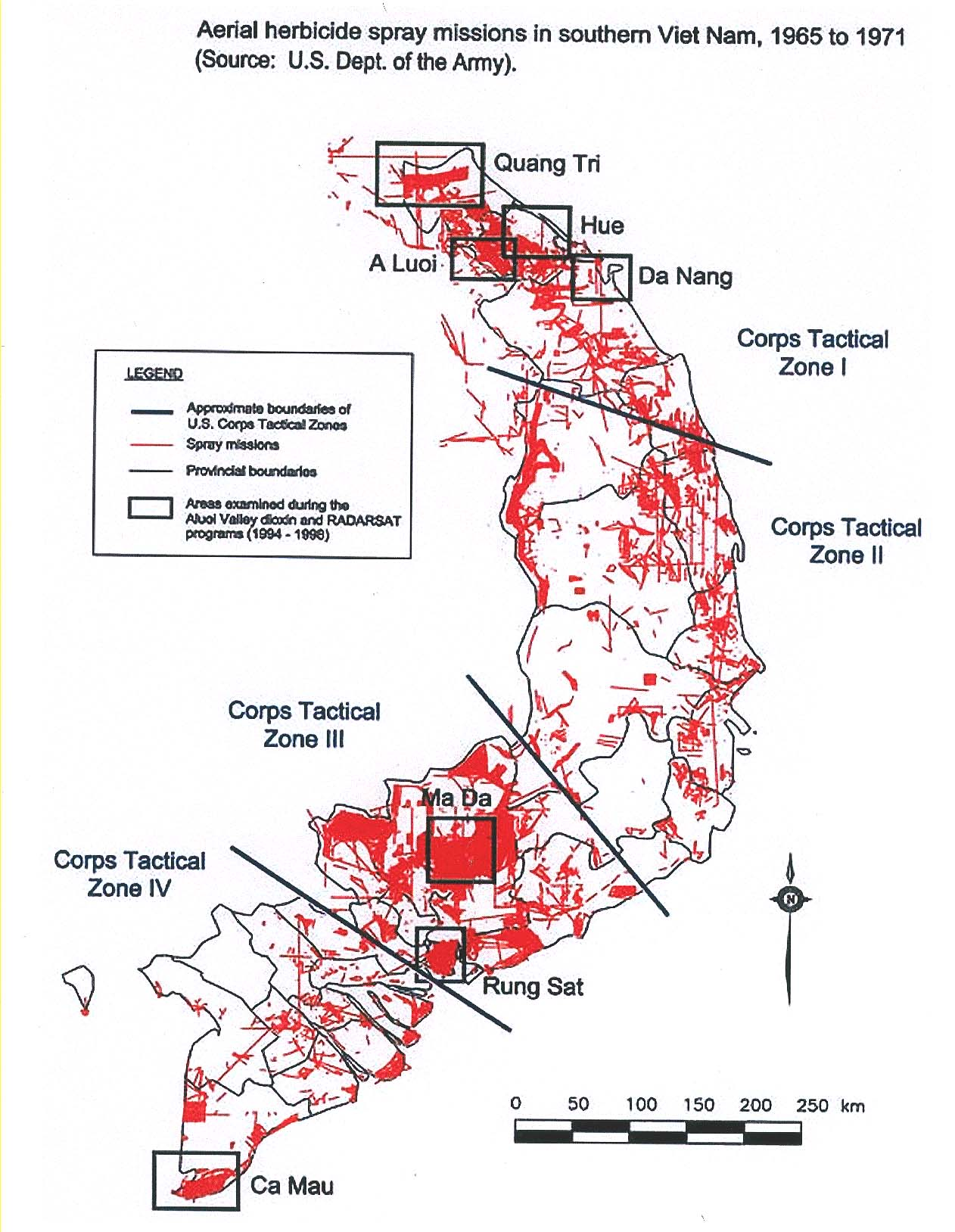
1965年至1971年間美軍在南越空中噴灑落葉劑的任務地圖。這造成了大範圍的飢荒，使成千上萬人營養不良與飢餓。
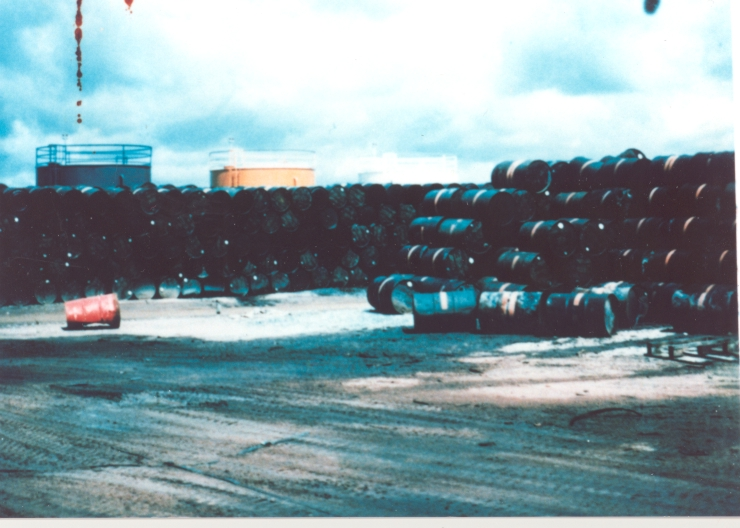
55加侖墨綠色圓鐵桶中間帶有橙色條紋含橙劑的桶堆。
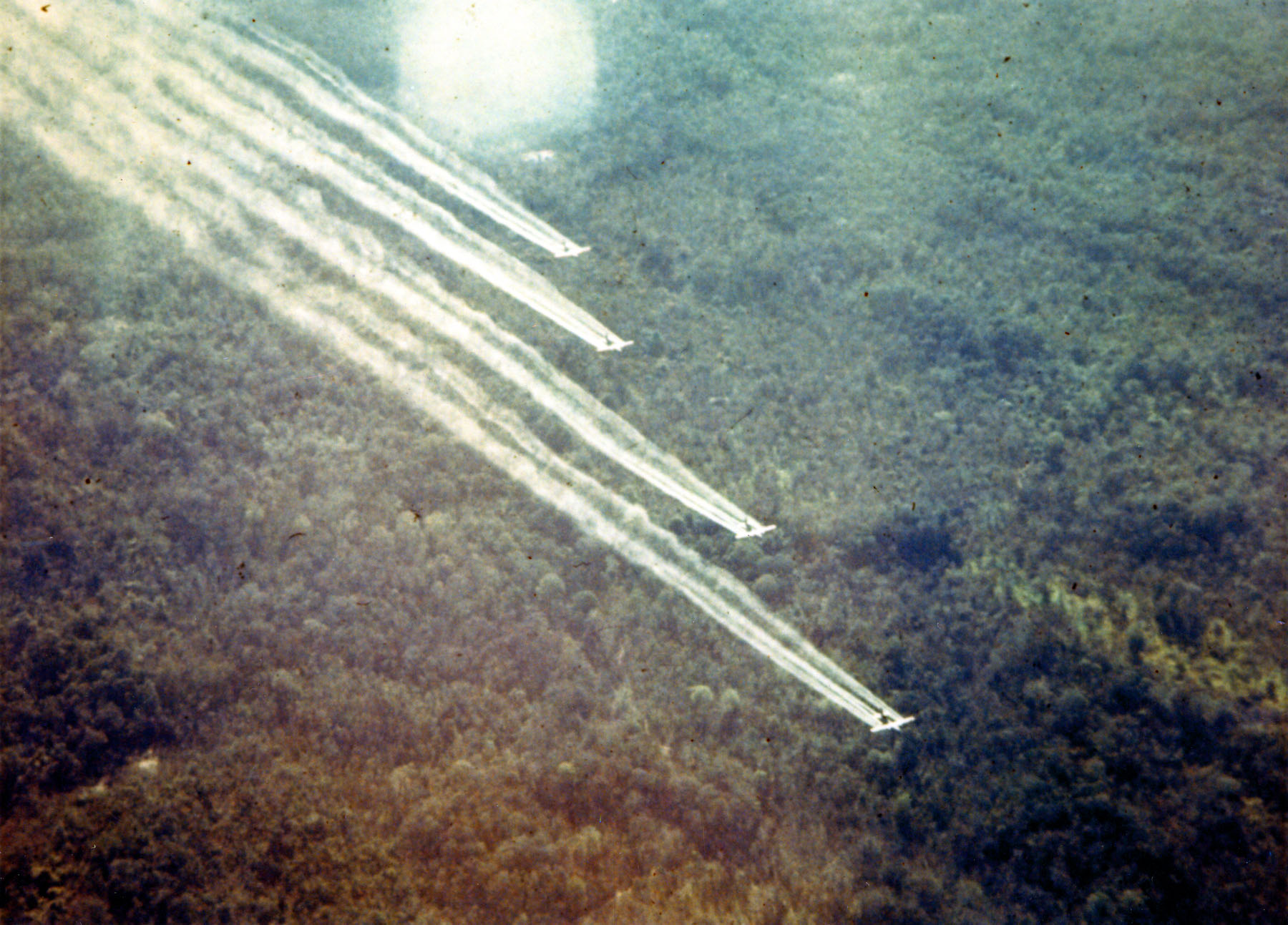
越戰中飛機噴灑落葉劑。
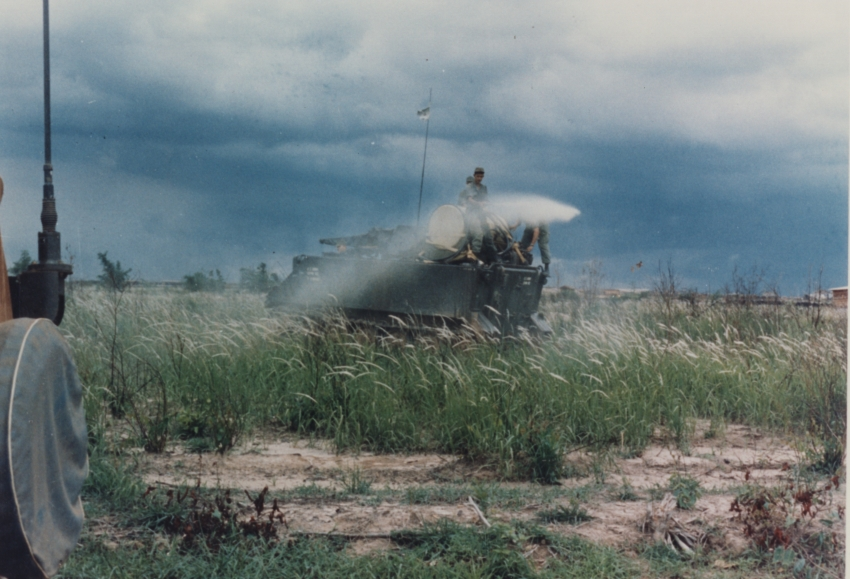
美國陸軍裝甲運兵車在越南的稻田中噴灑落葉劑。
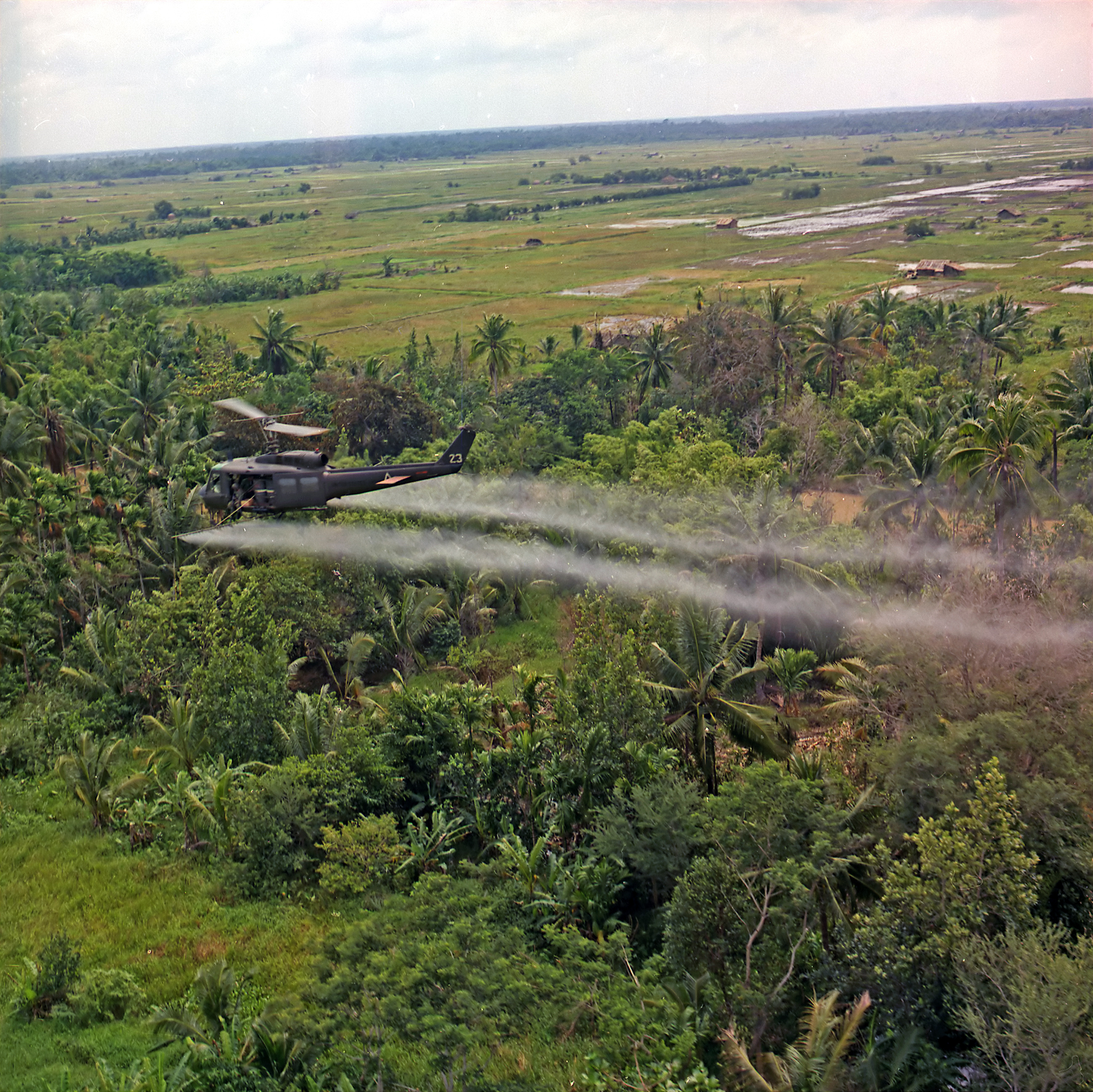
直升機在湄公河三角洲農田中噴灑落葉劑。
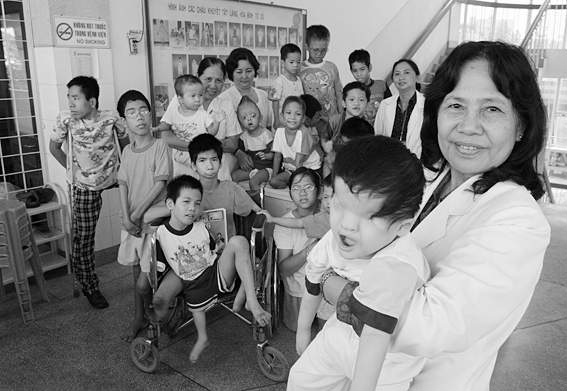
一群越南殘疾兒童，他們大多是橙劑受害者。
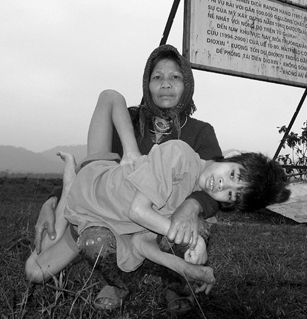
55歲母親闞雷和她懷裡14歲精神和身體嚴重殘疾的兒子。2002年因受橙劑污染，越南大約有10萬名先天殘疾兒童。

## 媒體報導
- 2004年2月4日，越南橙剂受害者协会透露，3名越南人首次对美国橙剂生产商提起了诉讼，要求他们对美军在越战中使用橙剂所造成的损害做出赔偿。[17]
- 2004年8月16日，据CNN報導，约100名越南人參加集体诉讼，状告生產“橙剂”與其他落叶剂的30多家美国化工企业，要求它们赔偿越南人在越南战争期间接触了美军使用的它们的产品之后造成的身心伤害。[18]
- 2005年3月11日，据BBC署名報導，越南橙剂受害者日前向纽约一家联邦法院提出诉讼，要求在越战期间向美军提供橙剂的美国化学公司提供赔偿。但这一诉讼请求被法官驳回。

### 腳註
1. ↑  . Science 2.0. January 29, 2014  [February 1, 2020]. （原始内容存档于October 23, 2019）.
2. ↑  Buckingham 1982.
3. ↑  Samuel, Richard J. (编). . . SAGE Publications: 6. 2005. ISBN 9781452265353.
4. 1 2  Wilcox 1983.
5. ↑  Scott, Wilbur J. . Transaction Publishers. 1993: 130. ISBN 978-0-202-30406-9. （原始内容存档于2017-02-28）.
6. ↑  . The Mayerson Law Offices.   [May 4, 2010]. （原始内容存档于September 24, 2009）.
7. ↑  Stanley, Jay; Blair, John D. (编). . Transaction Publishers. 1993: 164. ISBN 978-1-56000-650-3. （原始内容存档于2017-02-28）.
8. ↑  Harrington, John C. . Chelsea Green Publisher. 2005: 260. ISBN 978-1-931498-97-5.
9. ↑  Wilcox, Fred A. . Chambers, John Whiteclay; Anderson, Fred  (编). . Oxford University Press: 725. 1999. ISBN 978-0-19-507198-6.
10. ↑  Fawthrop, Tom. . CorpWatch. November 4, 2004  [February 1, 2020]. （原始内容存档于January 26, 2018）.
11. ↑  Office of Public Health and Environmental Hazards. . United States Department of Veterans Affairs. 2009-11-11  [2012-07-07]. （原始内容存档于2009-11-01）.
12. ↑  . The National Academies. 1981-11-03  [2012-07-07]. （原始内容存档于2012-08-03）.
13. ↑  . George Washington University.   [2017-03-30]. （原始内容存档于2017-02-01）.
14. ↑  Baker, Mike. . Boston.com. Associated Press. 2010-08-31  [2017-03-30]. （原始内容存档于2017-05-21）.
15. ↑  Buffler, Patricia A.; Ginevan, Michael E.; Mandel, Jack S.; Watkins, Deborah K. . Annals of Epidemiology. 2011-09-01, 21 (9): 673–687. ISSN 1047-2797. PMID 21441038. doi:10.1016/j.annepidem.2011.02.001 （英语）.
16. ↑   (新闻稿). United States Department of Veterans Affairs. 2015-06-18  [2017-03-30]. （原始内容存档于2016-12-28）.
17. ↑  . News.sohu.com.   [2014-05-14]. （原始内容存档于2021-02-08）.
18. ↑  . News.163.com. 2004-08-18  [2014-05-14]. （原始内容存档于2021-02-08）.

### 其他
- 科學人雜誌: 環境與生態  橙劑迷霧 籠罩越南 （页面存档备份，存于） 科學人雜誌 2016-08